# The Power of Kroll
A The Power of Kroll a Doctor Who sorozat 102. része, amit 1978. december 23.-a és 1979. január 13.-a között vetítettek négy epizódban.

## Történet
Egy óriásbolygó földjellegű, mocsaras holdján zöldbőrű humanoid őslakók és a mocsárból metángázt kitermelő vállalat alkalmazottjai csetepatéznak. Az őslakók a Kroll nevű "isten"üktől várnak a harchoz segítséget, s a véletlenül odatévedő Doktort és Romanát akarják istenségnek feláldozni...

## Epizódlista
| Epizód sorszáma | Bemutató napja     | Hossza | Nézők száma (millió) |
| --------------- | ------------------ | ------ | -------------------- |
| 1.              | 1978. december 23. | 23:16  | 6,5                  |
| 2.              | 1978. december 30. | 23:57  | 12,4                 |
| 3.              | 1979. január 6.    | 21:56  | 8,9                  |
| 4.              | 1979. január 13.   | 21:56  | 9,9                  |

## Könyvkiadás
A könyvváltozatát 1980. május 23.-n adta ki a Target könyvkiadó. Írta Terrance Dicks.

## Otthoni kiadás
- VHS-n 1995 júniusában adták ki.
- DVD-n a sorozat 16. évadának többi részével, a kettes régióban 2007. szeptember 24-én adták ki.
  - Az egyes régióban 2009. március 3.-n adták ki.

### Fordítás
- Ez a szócikk részben vagy egészben  a   The_Power_of_Kroll című angol Wikipédia-szócikk fordításán alapul.  Az eredeti cikk szerkesztőit annak laptörténete sorolja fel. Ez a jelzés csupán a megfogalmazás eredetét és a szerzői jogokat jelzi, nem szolgál a cikkben szereplő információk forrásmegjelöléseként.